# Níkos Machlás
Nikólaos « Níkos » Machlás (en grec moderne : Νικόλαος "Νίκος" Μαχλάς), (né le 16 juin 1973 à Heraklion, Crète) est un footballeur international grec, qui évoluait au poste d'attaquant.

## Biographie
Après des débuts chez lui à l'OFI Crète, il a réalisé une de ses meilleures saisons en 1997-1998 avec le club hollandais du Vitesse Arnhem, inscrivant 34 buts en 32 matches ce qui lui a valu le soulier d'or européen. Il inscrit au total 60 buts en 92 matches avec Vitesse.
Ces statistiques lui permirent d'être recruté par l'Ajax Amsterdam où il resta trois saisons, sans connaître le même succès qu'à Arnhem, en dépit de statistiques honorables (38 buts en 74 matches).
Après une expérience peu concluante en Espagne au FC Séville, il retourna dans son pays à l'Iraklis Salonique puis à l'OFI Crète ainsi que dans le championnat chypriote à l'APOEL Nicosie où il termina sa carrière.
Machlas a connu 61 sélections et marqué 18 buts avec l'équipe de Grèce entre 1993 et 2002. Parmi ces 18 buts, l'un d'eux marqué contre la Russie fut particulièrement important puisqu'il permit à la Grèce de se qualifier pour la phase finale de la coupe du monde 1994.
Il est désormais président de l'OFI Crète.

## Palmarès

### En club
- Champion des Pays-Bas en 1998 avec l'Ajax Amsterdam
- Champion de Chypre en 2007 avec l'APOEL Nicosie
- Vainqueur de la Coupe des Pays-Bas en 1998 avec l'Ajax Amsterdam
- Vainqueur de la Coupe de Chypre en 2008 avec l'APOEL Nicosie

### EnÉquipe de Grèce
- 61 sélections et 18 buts entre 1993 et 2002
- Participation à la Coupe du Monde en 1994 (Premier Tour)

### Distinctions individuelles
- Meilleur buteur du championnat des Pays-Bas en 1998 (34 buts)
- Soulier d'or européen en 1998 (34 buts)